# إبراهيما كامارا (لاعب كرة قدم، مواليد 1992)
إبراهيما كامارا (بالفرنسية: Ibrahima Passy Camara)‏ هو لاعب كرة قدم غيني، ولد في 6 أكتوبر 1992 في كوناكري في غينيا. لعب مع نادي تيراسبول ونادي داسيا كيشيناو ونادي زاريا بالتي.

## وصلات خارجية
- إبراهيما كامارا (لاعب كرة قدم) على موقع قاعدة بيانات كرة القدم.إي يو (الإنجليزية)
- إبراهيما كامارا (لاعب كرة قدم) على موقع Soccerway.com (الإنجليزية)